# Florian Temengil
Florian Skilang Temengil (* 4. November 1986 in Dallas, Vereinigte Staaten) ist ein ehemaliger palauischer Ringer.

## Biografie
Florian Temengil nahm bei den Olympischen Sommerspielen 2008 im Superschwergewicht des Griechisch-römischen Stils an. In seinem einzigen Kampf unterlag er dem Ungar Ottó Aubéli und belegte im Endklassement den 15. Platz. 
Bei seiner zweiten Olympiateilnahme in Rio de Janeiro 2016 traf er im Griechisch-römischen Superschwergewichtsringen mit Dániel Ligeti erneut auf einen Ungar. Auch dieses Mal unterlag Temengil und wurde im Endklassement Neunzehnter. Zudem war er Fahnenträger Palaus bei der Eröffnungs- und Abschlussfeier.
Er wurde des Dopings mit Tamoxifen überführt und für zwei Jahre gesperrt. Die Sperre endet am 8. August 2021.